# Peptidylprolyl isomérase
Les peptidyl prolyl isomérases (ou prolyl isomérases ou PPIase) sont une famille de protéines de type immunophilines.

## Rôles
Elles permettent la transformation des protides de la forme trans à la forme cis.
Elles sont impliquées dans diverses maladies cardiaques.

## Membres
Elles sont ubiquitaires dans le monde vivant, chaque organisme synthétisant plusieurs protéines de ce type. 
Elles sont réparties en trois sous-familles : 
- les cyclophilines, dont la cyclophiline A, B, C, D, J et 40.
- les « FK-506-binding proteins », dont le FKBP12, le FKBP12.6, le FKBP6
- et les parvulines dont le Pin1.

Chez l'être humain, il existe une quinzaine de protéines de ce type, tous comportant un domaine fixant la rapamycine.